# Division 1 Féminine 2008/09
Die Saison 2008/09 der Division 1 Féminine war die 35. Ausspielung der französischen Frauenfußballmeisterschaft seit der offiziellen Anerkennung des Frauenfußballs durch die FFF, den Fußballverband Frankreichs, im Jahr 1970 und der ersten Ausspielung einer Landesmeisterschaft in der Saison 1974/75. Die Division 1 Féminine genannte Spielklasse wurde im reinen Ligamodus in einer aus einer einzigen Gruppe bestehenden, zwölf Teams umfassenden, landesweiten höchsten Liga ausgetragen.
Vorjahresgewinner waren die Frauen von Olympique Lyon, die ihren Titel verteidigen konnten und damit ihre insgesamt dritte Meisterschaft gewannen.
Die Fußballspielerinnen der D1F waren keine reinen Amateure mehr; vielmehr durften die Klubs sie für die Ausübung ihres Sportes finanziell entlohnen, wenngleich die maximal möglichen Vergütungen im Vergleich zum Männerfußball sehr moderat ausfielen – mit einer Ausnahme: Lyons Präsident Jean-Michel Aulas, dessen erste Männermannschaft gerade zum siebten Mal in Folge französischer Meister geworden war, investierte auch stark in das Frauenteam, in dessen 29 Spielerinnen umfassendem Kader 2008/09 vier Skandinavierinnen, zwei Brasilianerinnen und je eine Costa-Ricanerin, Schweizerin und Nigerianerin standen (siehe unten).

## Qualifikation und Austragungsmodus
Für die Teilnahmeberechtigung wurde ausschließlich das Abschneiden der Frauschaften in der Vorsaison berücksichtigt; qualifiziert waren die zehn bestplatzierten Teams der Vorsaison sowie Aufsteiger aus der Division 2 Féminine. Somit starteten folgende zwölf Teilnehmer in diese Saison:
- aus dem Norden und Osten: FCF Hénin-Beaumont, Juvisy FCF, Paris Saint-Germain, FC Vendenheim
- aus dem Westen: Aufsteiger FCF Condé-sur-Noireau, Stade Saint-Brieuc, ASJ Soyaux
- aus dem Südosten: Titelverteidiger Olympique Lyon, HSC Montpellier, Racing Club Saint-Étienne, FC Toulouse, Aufsteiger FCF Nord-Allier Yzeure

Die Meisterschaft wurde in einer doppelten Punkterunde ausgespielt, in der jeder Teilnehmer in Heim- und Auswärtsspiel gegen jeden anderen antrat. Es galt die auch im französischen Amateurfußball bis ins 21. Jahrhundert hinein übliche „modifizierte Drei-Punkte-Regel“ mit vier Punkten für einen Sieg, zwei für ein Unentschieden und einem für eine auf dem Spielfeld errungene Niederlage; bei Punktgleichheit gab zunächst der direkte Vergleich und bei Erforderlichkeit anschließend die bessere Gesamt-Tordifferenz, falls auch dann noch Gleichheit bestand, gegebenenfalls die höhere Zahl erzielter Treffer den Ausschlag. Am Ende der Saison mussten aufgrund einer Änderung der entsprechenden Regelung diesmal nur die beiden Tabellenletzten absteigen, die für die kommende Spielzeit durch zwei Aufsteiger aus der zweiten Division ersetzt wurden.
Dies war die erste Saison seit der Einführung eines Europapokalwettbewerbes für Frauen im Jahr 2001, an deren Ende sich neben den französischen Meisterinnen auch die Zweitplatzierten der Division 1 Féminine dafür qualifizierten.

## Ergebnisse, Tabelle und Saisonverlauf
|                     | FCF Con | FCF H-B | FCF Juv | Oly Lyo | HSC Mon | N-A Yze | SG Par | Sta StB | RC StÉ | ASJ Soy | FC Tou | FC Ven |
| FCF Condé-s/Noireau |         | 3:2     | 1:2     | 0:9     | 1:9     | 0:3     | 5:1    | 0:1     | 2:2    | 0:1     | 4:0    | 3:0    |
| FCF Hénin-Beaumont  | 4:2     |         | 0:3     | 0:5     | 1:3     | 3:1     | 2:0    | 1:2     | 5:4    | 3:2     | 2:2    | 1:1    |
| Juvisy FCF          | 6:0     | 5:1     |         | 1:4     | 3:0     | 1:1     | 2:1    | 1:3     | 1:1    | 2:0     | 2:2    | 2:1    |
| Olympique Lyon      | 4:1     | 8:0     | 0:0     |         | 2:1     | 6:0     | 2:0    | 14:1    | 6:3    | 7:0     | 2:0    | 12:0   |
| HSC Montpellier     | 6:1     | 2:1     | 1:4     | 1:2     |         | 3:0     | 3:1    | 3:1     | 1:0    | 3:0     | 4:0    | 3:1    |
| Nord-Allier Yzeure  | 5:0     | 4:3     | 1:4     | 1:4     | 0:1     |         | 2:2    | 2:3     | 5:0    | 0:0     | 1:1    | 4:0    |
| Paris Saint-Germain | 4:0     | 3:5     | 0:2     | 0:2     | 1:1     | 3:0     |        | 1:1     | 0:0    | 1:0     | 2:0    | 4:0    |
| Stade Saint-Brieuc  | 1:2     | 4:2     | 0:3     | 0:5     | 0:3     | 0:1     | 0:0    |         | 0:0    | 1:3     | 5:2    | a      |
| RC Saint-Étienne    | 4:1     | 2:1     | 2:2     | 1:4     | 2:4     | 2:2     | 2:0    | 5:1     |        | 4:2     | 0:2    | 3:2    |
| ASJ Soyaux          | 3:1     | 0:3     | 2:3     | 1:8     | 0:5     | 1:3     | 0:2    | 0:1     | 2:0    |         | 1:1    | 0:0    |
| FC Toulouse         | 7:1     | 2:4     | 1:3     | 0:5     | 1:2     | 1:0     | 0:2    | 3:2     | 3:1    | 2:2     |        | 2:1    |
| FC Vendenheim       | 2:2     | 2:5     | 0:1     | 0:3     | 1:4     | 0:4     | 1:1    | 2:2     | 0:2    | 1:2     | 0:2    |        |

| Pl. | Frauschaft             | Sp | G  | U | V  | Tore   | Diff. | Pkte. |
| --- | ---------------------- | -- | -- | - | -- | ------ | ----- | ----- |
| 1.  | Olympique Lyon (TV)    | 22 | 21 | 1 | 0  | 114:11 |       | 86    |
| 2.  | HSC Montpellier        | 22 | 17 | 1 | 4  | 63:23  |       | 74    |
| 3.  | Juvisy FCF             | 22 | 15 | 5 | 2  | 53:22  |       | 72    |
| 4.  | FCF Hénin-Beaumont     | 22 | 9  | 2 | 11 | 49:60  | −11 b | 51    |
| 5.  | Nord-Allier Yzeure (N) | 22 | 8  | 5 | 9  | 40:38  | +02 b | 51    |
| 6.  | Stade Saint-Brieuc     | 22 | 8  | 4 | 10 | 32:53  |       | 50    |
| 7.  | Racing Saint-Étienne   | 22 | 7  | 6 | 9  | 40:46  | −06 c | 49    |
| 8.  | Paris Saint-Germain    | 22 | 7  | 6 | 9  | 29:30  | −01 c | 49    |
| 9.  | FC Toulouse            | 22 | 7  | 5 | 10 | 34:46  |       | 48    |
| 10. | ASJ Soyaux             | 22 | 5  | 4 | 13 | 22:51  |       | 41    |
| 11. | FCF Condé-sur-N. (N)   | 22 | 5  | 2 | 15 | 30:76  |       | 39    |
| 12. | FC Vendenheim          | 22 | 0  | 5 | 17 | 15:65  |       | 26 a  |

Auf 21 Siege in den 22 Punktspielen einer Saison hatte es auch Juvisy schon einmal – das war in der Spielzeit 2005/06 – gebracht; aber dazu ungeschlagen zu bleiben wie Olympique Lyon in diesem Jahr (und nebenbei auf einen Mittelwert von über fünf Treffern pro Match zu kommen) bedeutete eine neue Bestleistung in der Geschichte der französischen Liga seit 1992. Von daher kamen Montpellier und Juvisy, die beide bereits am dritten Spieltag ihre erste Niederlage hingenommen hatten, nie in Reichweite der Titelverteidigerinnen, und das selbst dann nicht, als diese am sechsten Spieltag gegen Juvisy ihr einziges Remis zu verzeichnen hatten.
Im Duell der Lyon-Verfolger verlor Montpellier zwar beide direkten Aufeinandertreffen, aber Juvisy gelangen vor eigenem Publikum insgesamt nur sechs Siege, während es die Frauen aus dem Languedoc auf neun Heimerfolge brachten und dadurch ihre schwächere Auswärtsbilanz mehr als kompensieren konnten. Der Lohn für den MHSC war die Teilnahme am Europapokal der nächsten Spielzeit.
Mit weitem Abstand folgten die Mittelfeld-Teams – darunter die Aufsteiger aus Yzeure – auf den Rängen vier bis neun, die nur durch maximal drei Punkte voneinander getrennt waren, aber auch einen deutlichen Vorsprung auf die beiden Frauschaften aus Soyaux und Condé aufwiesen, welche dagegen ankämpften, die sieglosen und hoffnungslos abgeschlagenen Elsässerinnen aus Vendenheim in die zweite Division begleiten zu müssen. Dabei konnte Toulouse sich an den letzten fünf Spieltagen sogar eine Negativserie von ebenso vielen Niederlagen in Folge erlauben. Das direkte Duell zwischen „Urgestein“ Soyaux und Neuling Condé entschieden Erstere mit zwei Siegen für sich, wodurch die ASJ – neben Juvisy die einzige Mannschaft, die der Liga seit ihrer Einführung ununterbrochen angehört hatte – ein weiteres Jahr in der Erstklassigkeit planen konnte. Ersetzt wurden die beiden Absteigerinnen zur folgenden Spielzeit durch ESOF La Roche und die AS Montigny-le-Bretonneux, für die der Aufstieg aus der Division 2 Féminine eine Premiere bedeutete.

## Die Spielerinnen des Meisters
Im Aufgebot von Trainer Farid Benstiti standen folgende Frauen (Zahl der Punktspieleinsätze in Klammern):
- Tor: Alexandra Muci (1), Bente Nordby (16), Pauline Peyraud-Magnin (0), Véronique Pons (6)
- Abwehr: Cindy Berthel (1), Sonia Bompastor (13), Dorte Dalum Jensen (18), Coralie Ducher (6), Sandrine Dusang (9), Laura Georges (20), Wendie Renard (19)
- Mittelfeld:  Camille Abily (13), Océane Cairaty (0), Shirley Cruz Traña (22), Lara Dickenmann (4), Alix Faye-Chellali (8), Simone (11), Amandine Henry (7), Lydia Miraoui (2), Louisa Nécib (19), Corine Petit (19), Ingvild Stensland (9)
- Angriff: Sandrine Brétigny (21), Sarah Chorfa (1), Aurélie Kaci (1), Lotta Schelin (16), Kátia (21), Élodie Thomis (17), Cynthia Uwak (0)

Lyons 114 Treffer erzielten: Kátia 27, Brétigny 22, Schelin 17, Thomis 12, Nécib 10, Abily 9, Cruz Traña 4, Dickenmann, Petit, Renard, Stensland je 2, Bompastor, Dusang, Georges, Henry, Simone je 1.

## Erfolgreichste Torschützinnen
Die meisten Punktspieltreffer erzielten:
| Pl. | Name                 | Team            | Tore |
| --- | -------------------- | --------------- | ---- |
| 1.  | Kátia                | Lyon            | 27   |
| 2.  | Sandrine Brétigny    | Lyon            | 22   |
| 3.  | Élodie Ramos         | Montpellier     | 19   |
| 4.  | Marie-Laure Delie    | Montpellier     | 17   |
|     | Lotta Schelin        | Lyon            | 17   |
| 6.  | Laëtitia Tonazzi     | Juvisy          | 15   |
| 7.  | Pauline Crammer      | Hénin-Beaumt.   | 14   |
| 8.  | Candie Herbert       | Hénin-Beaumt.   | 13   |
| 9.  | Anne Sirot           | Nord-Allier Yz. | 12   |
|     | Fanny Tenret         | Toulouse        | 12   |
|     | Élodie Thomis        | Lyon            | 12   |
| 12. | Marie-Pierre Castera | Toulouse        | 11   |
|     | Charlotte Lozé       | Montpellier     | 11   |
| 14. | Kheira Hamraoui      | Saint-Étienne   | 10   |
|     | Eugénie Le Sommer    | Saint-Brieuc    | 10   |
|     | Louisa Nécib         | Lyon            | 10   |
|     | Gaëtane Thiney       | Juvisy          | 10   |